# Boreolithon
Boreolithon, monotipski rod crvenih algi iz porodice Hapalidiaceae, dio potporodice Austrolithoideae. Jedina vrsta je morska fosilna alga B. vanheurckii. Nalazišta ove vrste nalaze se u raznim dijelovima Europe (Kanalski otoci, Španjolska, Jadransko more). 

## Sinonimi
- Lithothamnion vanheurckii Heydrich, bazionim
- Epilithon vanheurckii (Heydrich) Heydrich 1905
- Melobesia vanheurckii (Heydrich) De Toni 1924